# Lürbke

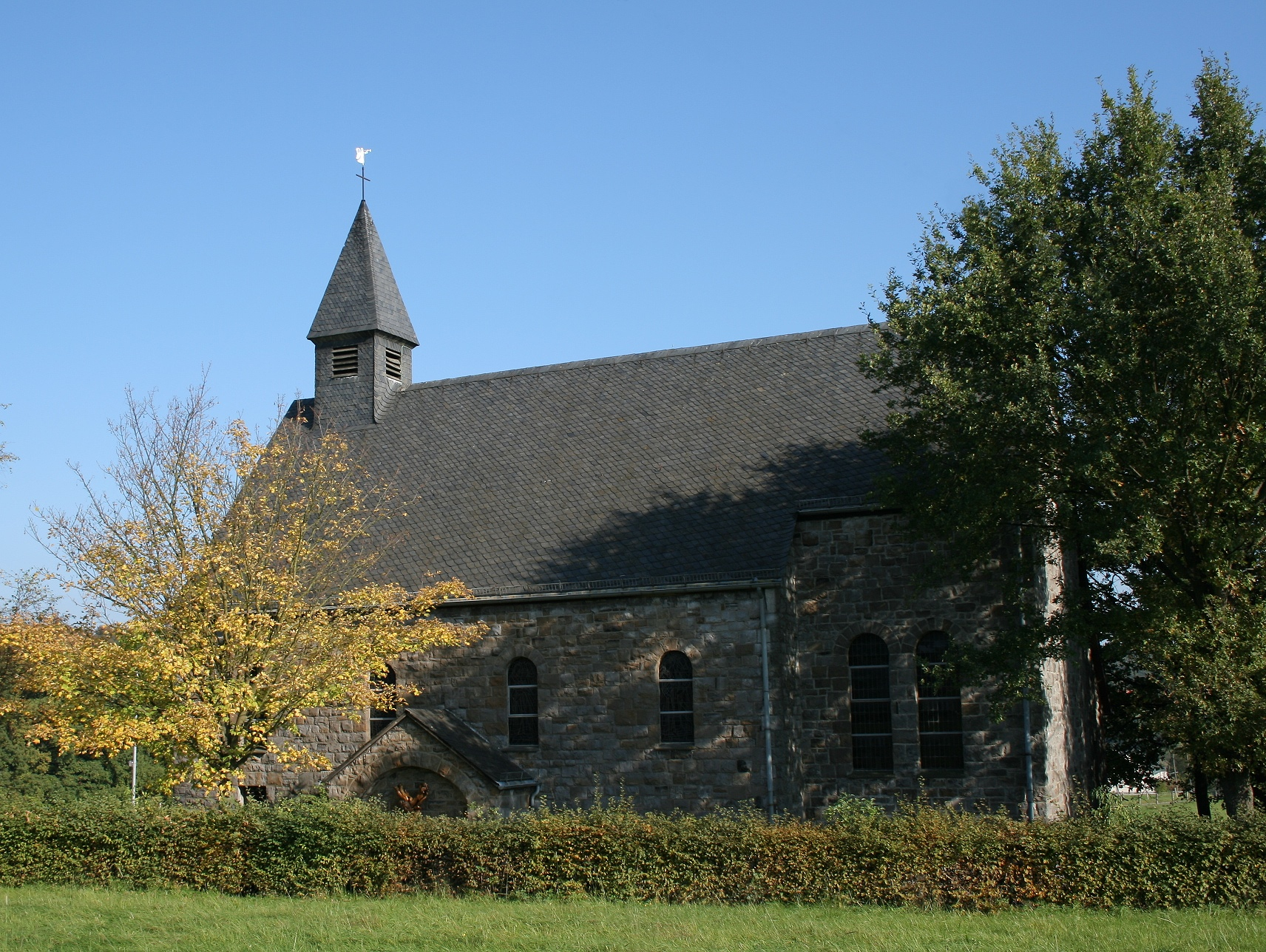
Kapelle St. Hubertus in Lürbke

Das Dorf Lürbke liegt im Gebiet in der nordrhein-westfälischen Stadt Menden (Sauerland).

## Geografie
Lürbke liegt im Osten des Stadtgebiets an der Grenze zu Arnsberg. Südlich liegt Böingsen, westlich Lendringsen und nördlich Oesbern.
Am Ort vorbei verläuft die Landesstraße 537, die Richtung Osten nach Arnsberg führt.
Am 1. Juli 2017 hatte der „Ortsteil Lürbke“ 97 Einwohner.

## Geschichte
Vor der kommunalen Neugliederung am 1. Januar 1975 lag Lürbke im Gebiet der Gemeinde Lendringsen, einer bis dahin selbstständigen Kommune im ehemaligen Amt Menden/Kreis Iserlohn.

## Kultur
Jedes Jahr am zweiten August-Wochenende findet das Schützenfest der Schützenbruderschaft St. Hubertus Lürbke statt. Eine weitere jährliche Dorfveranstaltung ist das Osterfeuer am Ostersonntag.